# Calodia martini
Calodia martini är en insektsart som beskrevs av Nielson 1982. Calodia martini ingår i släktet Calodia och familjen dvärgstritar. Inga underarter finns listade i Catalogue of Life.